# Plac Broni w Warszawie
Plac Broni w Warszawie – istniejący od 1824 do ok. 1890 roku plac w Warszawie. 

## Historia
Plac Broni został wytyczony w 1824 na rozkaz wielkiego księcia Konstantego Pawłowicza. Plac miał kształt kwadratu o boku 420 metrów i był największym placem XIX-wiecznej Warszawy. Jego obszar wyznaczony był przebiegiem ulic: Stawki (od południa), Pokornej (od wschodu) oraz Dzikiej (od północy). We wschodniej części placu zbudowane zostały koszary piechoty, natomiast na północ od niego znajdowało się co najmniej 7 młynów (wiatraków).
Do 1830 plac był miejscem musztry oraz pokazów wojska Królestwa Polskiego. Po upadku powstania listopadowego plac pozostał miejscem ćwiczeń wojskowych, tym razem armii carskiej. Istniejące tu koszary zostały przemianowane na Koszary Mikołajewskie. W 1849 nawierzchnię placu wyremontowano.
W latach 70. XIX wieku część placu została wykorzystana pod infrastrukturę budowanej linii obwodowej.
W latach 90. XIX wieku plac Broni został praktyczne zlikwidowany, aczkolwiek jego nazwa pozostała w użyciu aż do 1945. W 1890 zachodnią część placu zajęto pod budowę magazynów i bocznic kolejowych odchodzących od linii obwodowej. Pozostała część zaczęła być wykorzystywana jako targowisko (głównie starzyzny), choć jeszcze w 1893 władze rosyjskie rozważały projekty rozszerzenia przedpola Cytadeli i zburzenia zabudowań Szpitala Żydowskiego przy ul. Pokornej. W 1894 na placu powstało targowisko Wołówka, a rok później u zbiegu Stawek i Dzikiej powstał drewniany budynek przytułku (noclegowni dla ubogich). W 1900 wybudowano na placu drewnianą halę targową, którą otwarto w roku kolejnym. W ciągu kolejnych lat stanęły jeszcze dwa budynki handlowe. Płacone placowe było stosunkowo wysokie, w związku z czym na 170 sklepów wynajęto 146. Na przyległym terenie wydzierżawiono też 72 miejsca dla uboższych kupców oraz oddano nieodpłatnie w użytkowanie 23 działki dla chłopów handlujących owocami i warzywami.
Handlowy charakter placu Broni utrzymał się do lat dwudziestolecia międzywojennego. W tym czasie przy ulicy Stawki zaczęto budowę murowanych budynków. Kompleksem magazynów wzniesionych przy bocznicach kolejowych zarządzało miejskie przedsiębiorstwo − Miejskie Zakłady Zaopatrywania Warszawy.
1 września 1939 na pozostałej części placu miała rozpocząć się budowa pierwszego dworca autobusowego w Warszawie, którego oddanie do użytku planowano na przełom lat 1939 i 1940.
Wybuch wojny w 1939 spowodował nie tylko zaniechanie budowy dworca, ale również zniszczenie (w wyniku nalotów) zlokalizowanych przy placu drewnianych hal targowych. W czasie okupacji z położonych na dawnym obszarze placu bocznic (tzw. Umschlagplatz) odchodziły transporty ludności żydowskiej z getta do obozów zagłady.
Po 1945 na miejscu bocznic kolejowych i magazynów zbudowano osiedle Stawki, zaś reszta dawnego placu Broni zamieniona została w bazę transportową. Na niezabudowanym placu przez lata parkowały samochody ciężarowe i autobusy.

## W kulturze
W literaturze z epoki występowała także nazwa plac Marsowy (m.in. w dziełach Mochnackiego i Mierosławskiego). Na placu Marsowym rozgrywa się ostatnia scena dramatu Juliusza Słowackiego Kordian. Scena mającej nastąpić egzekucji tytułowego bohatera urywa się w kulminacyjnym momencie, gdy oficer z plutonu egzekucyjnego „rękę podnosi w górę”.